# Зузана Немшакова
Зузана Немшакова (словац. Zuzana Nemšáková; нар. 14 вересня 1976) — колишня словацька тенісистка.
Найвищу одиночну позицію світового рейтингу — 272 місце досягла 4 квітня 1994, парну — 293 місце — 11 вересня 1995 року.
Здобула 2 одиночні та 2 парні титули.

## Фінали ITF

### Одиночний розряд: 4 (2–2)
| Результат | Ранг | Дата           | Турнір                 | Покриття   | Суперниця       | Рахунок       |
| --------- | ---- | -------------- | ---------------------- | ---------- | --------------- | ------------- |
| Перемога  | 1.   | 30 серпня 1992 | Грифіно, Польща        | Ґрунт      | Лара Біттер     | 6–4, 6–0      |
| Поразка   | 1.   | 18 квітня 1993 | Вельс (місто), Австрія | Тверде (i) | Петра Шварц     | 2–6, 6–1, 4–6 |
| Перемога  | 2.   | 23 травня 1993 | Катовиці, Польща       | Ґрунт      | Моніка Староста | Без гри       |
| Поразка   | 2.   | 30 серпня 1993 | Бад-Наугайм, Німеччина | Ґрунт      | Забіне Герке    | 1–6, 2–6      |

### Парний розряд: 8 (2–6)
| Результат | Ранг | Дата            | Турнір                          | Покриття | Партнерка          | Суперниці                                 | Рахунок             |
| --------- | ---- | --------------- | ------------------------------- | -------- | ------------------ | ----------------------------------------- | ------------------- |
| Поразка   | 1.   | 24 серпня 1992  | Грифіно, Польща                 | Ґрунт    | Miroslava Kočí     | Ізабела Лістовська Петра Вінценгеллер     | 6–7(2), 7–6(5), 5–7 |
| Перемога  | 1.   | 12 квітня 1993  | Нойдерфль, Австрія              | Ґрунт    | Ленка Немечкова    | Павліна Райзлова Івана Гаврлікова         | 4–6, 6–4, 6–2       |
| Поразка   | 2.   | 19 вересня 1993 | Софія, Болгарія                 | Ґрунт    | Патрісія Маркова   | Галя Ангелова Любомира Бачева             | 0–6, 5–7            |
| Поразка   | 3.   | 22 травня 1994  | Катовиці, Польща                | Ґрунт    | Нора Байчикова     | Ленка Ценкова Алена Вашкова               | Not known           |
| Поразка   | 4.   | 20 березня 1995 | Кастельйон (провінція), Іспанія | Ґрунт    | Татьяна Зеленайова | Глорія Піццікіні Sara Ventura             | 3–6, 3–6            |
| Перемога  | 2.   | 8 травня 1995   | Нітра, Словаччина               | Ґрунт    | Татьяна Зеленайова | Зузана Гейдова Романа Черношкова          | 6–3, 6–3            |
| Поразка   | 5.   | 7 серпня 1995   | Ребек, Бельгія                  | Ґрунт    | Мартіна Неделькова | Angelina Zdorovitskaia Ганна Запорожанова | 2–6, 4–6            |
| Поразка   | 6.   | 20 серпня 1995  | Коксейде, Бельгія               | Ґрунт    | Мартіна Неделькова | Мередіт Ґайґер Крістін Осмонд             | 6–4, 4–6, 3–6       |